# Mickey Gilley
Mickey Leroy Gilley (Ferriday, 9 marzo 1936 – Branson, 7 maggio 2022) è stato un cantante e musicista statunitense. Ha anche partecipato a un episodio della serie Hazzard: "I falsari dell'Hi-Fi".

## Discografia parziale
- 1964 - Lonely Wine
- 1967 - Down the Line
- 1974 - Room Full of Roses
- 1975 - City Lights
- 1975 - Movin' On
- 1975 - Overnight Sensation
- 1976 - Smokin'
- 1976 - Greatest Hits
- 1977 - First Class
- 1978 - Flyin' High
- 1979 - The Songs We Made Love To
- 1979 - Mickey Gilley
- 1980 - That's All That Matters to Me
- 1980 - Encore
- 1981 - You Don't Know Me
- 1981 - Christmas at Gilley's
- 1982 - Put Your Dreams Away
- 1983 - Fool for Your Love
- 1983 - You Really Got a Hold on Me
- 1984 - It Takes Believers (con Charly McClain)
- 1984 - Too Good to Stop Now
- 1985 - Live at Gilley's
- 1985 - I Feel Good About Loving You
- 1986 - One and Only
- 1987 - Back to Basics
- 1989 - Chasin' Rainbows
- 1996 - I Saw the Light
- 2003 - Invitation Only